# Sebastian Kühner
Sebastian Kühner (né le 15 mars 1987 à Berlin, dans un quartier alors en République démocratique allemande) est un joueur allemand de volley-ball. Il mesure 2,03 m et joue passeur. Il totalise 5 sélections en équipe d'Allemagne.

## Clubs
| Club                    | De        | À         |
| ----------------------- | --------- | --------- |
| Bayer Wuppertal         | 2007-2008 | 2007-2008 |
| Dürener Turnverein 1847 | 2008-2009 | 2009-2010 |
| CV Mitteldeutschland    | 2010-2011 | 2011-2012 |
| SCC Berlin              | 2012-2013 | 2018-2019 |
| SCC Berlin              | 2020-2021 | 2020-2021 |

## Palmarès
- Championnat d'Allemagne (2)
  - Vainqueur : 2013, 2014
- Coupe d'Allemagne
  - Finaliste : 2010